# 山下十治郎
山下 十治郎（やました じゅうじろう、1884年 - 1945年4月16日）は、日本の料理人。北海道苫小牧市で第一洋食店を開業した。
「苫小牧に洋食文化の礎を築いた人物」とされる。

## 経歴
1884年（明治17年）に山梨県東山梨郡平等村（現・山梨市）に伊藤金治郎の子として生まれ、山梨県の山下家と養子縁組する。
横浜グランドホテルでフランス料理の修行を行う。横浜市在住中の1908年に長男・誠一を授かる。
年代は不明だが札幌市豊平館にて勤務の後、1910年には札幌市で長女・すみ子を授かると共に、王子製紙苫小牧工場の落成パーティーの料理担当として迎賓館として先行開館していた「王子倶楽部」（苫小牧）に派遣される。
1911年に皇太子（後の大正天皇）が北海道を行啓した際には、皇太子が宿泊した豊平館で調理を担当し、その後の北海道巡幸にも同行した。同年、「王子倶楽部」の初代料理長に就任し、以降、約8年に渡って東京から王子製紙苫小牧工場を訪れる客や工場幹部の料理を担当した。1912年に次男・正を、1916年には三男・文雄を授かる。
1918年に王子製紙を退職し、翌1919年8月10日に苫小牧で初となる洋食店「第一洋食店」を開業する。
1945年4月16日、死去。第一洋食店は次男の正が継いでいる。

## 評価
後に王子製紙社長となる藤原銀次郎は、山下が「第一洋食店」を開業するにあたって「十治郎の料理は北海道一美味である」として「北海第一楼」の店名を与えた。しかしながら、「北海第一楼」では洋食店にはそぐわないとして、藤原の了解を得て、第一洋食店となった。
ハヤシライスやビーフシチューといった洋食を苫小牧で初めて提供したのが山下の「第一洋食店」である。2週間以上かけて赤ワインで仕込むデミグラスソースの味わいが売りのビーフシチューは今日でも「第一洋食店」を代表するメニューの1つとなっている。ジャガイモを使用しないクロケットも提供していたが、常連客にも受け入れられなかったためメニューから除外、3代目の山下明（正の息子）が復活させている。